# Charles-Victor Langlois
Pour les articles homonymes, voir Langlois.
Charles-Victor Langlois (qui souvent signe Charles Langlois ou C. L. pour se distinguer de Victor Langlois), né le 26 mai 1863 à Rouen et mort le 25 juin 1929 à Paris, est un historien français.
Professeur à la Sorbonne et à l'École pratique des hautes études, c'est un spécialiste du Moyen Âge et notamment des rencontres entre l'Occident et l'Orient.

## Biographie
Charles-Victor Langlois étudie à l’École des chartes où il devient archiviste paléographe en 1885 puis à l'École pratique des hautes études au sein de la IVe section. Il obtient une licence de lettres et une licence de droit, puis il réussit l'agrégation d'histoire (dont il sort premier) . 
Le 27 avril 1887, il soutient ses deux thèses de doctorat ès lettres à la Faculté de Paris. La première, en français, traite du règne de Philippe III le Hardi. La deuxième, en latin, s'intéresse à des documents relatifs à l'ancienne Cour de justice. Il dédie ses thèses à ses maîtres : Lavisse, Tardiff et Meyer. Devenu docteur, il participe à plusieurs dizaines de soutenances de thèses de doctorat, en qualité de membre de jury, entre 1889 et 1899.
Il est professeur à Douai en 1885, à Montpellier en 1886, puis à la Sorbonne en 1888 où il est d'abord chargé de cours d'histoire, professeur adjoint en 1901, professeur de sciences auxiliaires de l'histoire de 1906 à 1909 puis professeur d'histoire du Moyen Âge de 1909 à 1913.
Il coécrit avec Charles Seignobos, L'Introduction aux études historiques, en 1898, il est l'un des plus grands historiens de l'École méthodique. Historien spécialiste du Moyen Âge, il est directeur des Archives nationales de 1913 à 1929. Il est élu à l'Académie des inscriptions et belles-lettres le 16 novembre 1917 au fauteuil de Noël Valois ; en 1925, il en est le président.
Il est nommé chevalier de la Légion d'honneur en 1906, officier en 1919, puis commandeur en 1927.
En 1921, il assume à l'Académie la charge de continuer l’Histoire littéraire de la France ; les volumes 35 et 36, qui traitent de la littérature au XIVe siècle, sont en bonne partie écrits par lui. 
En 1922-1923, il préside la Société de l'Histoire de France.
Il donna généreusement à l’État français pour la préservation du patrimoine et particulièrement pour le patrimoine médiéval, allant jusqu'à acheter le château du Plessis-Macé, le rénover avec ses enfants qui en feront don à l’État en 1967.
Il est inhumé à Tourville-sur-Pont-Audemer.

### Mariage et descendance

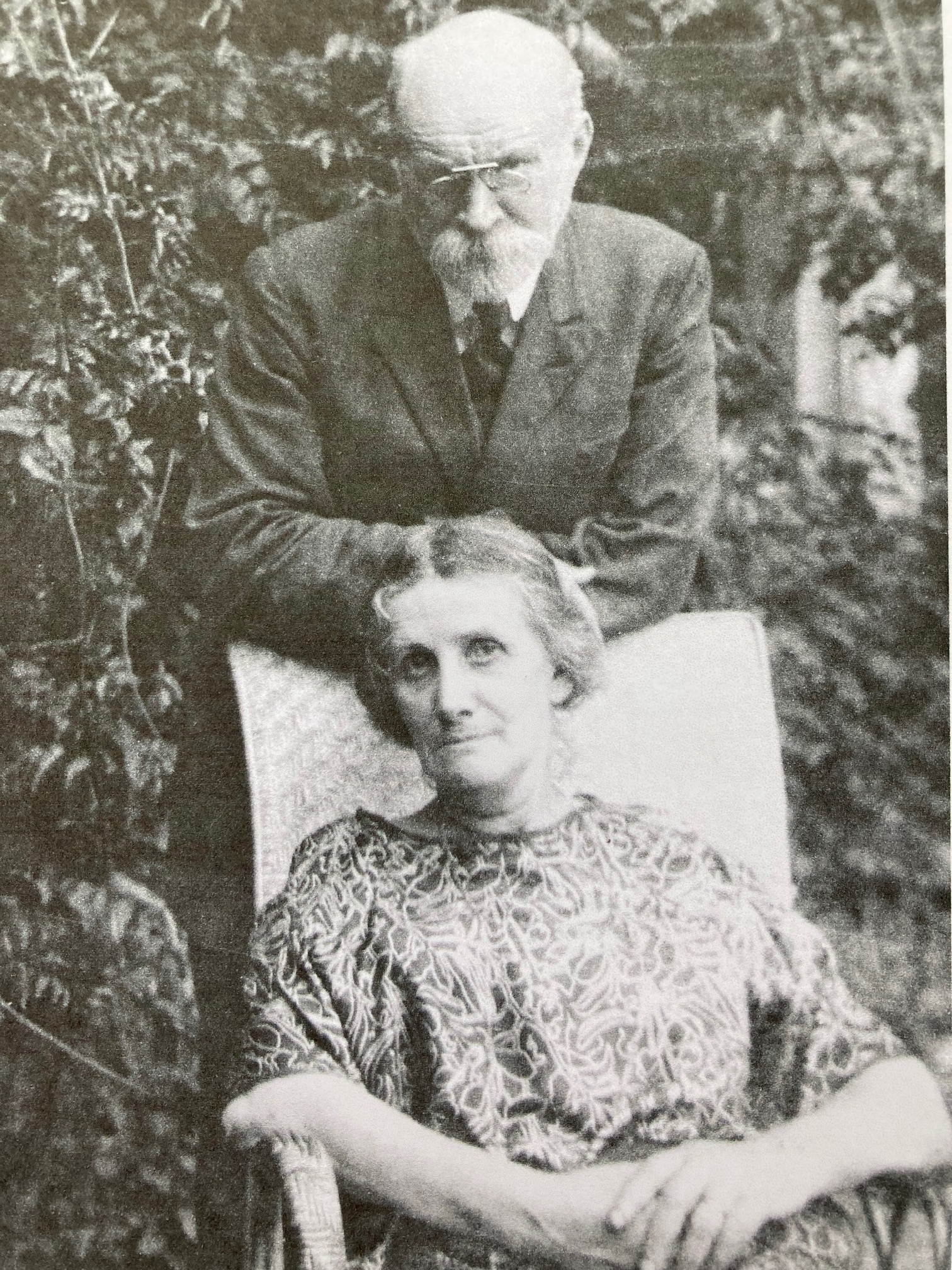
Charles-Victor Langlois avec sa femme Camille née Berthelot (en 1926)

En 1889, il avait épousé Camille Berthelot, fille du chimiste Marcellin Berthelot. Charles-Victor Langlois est protestant et ses enfants seront tous éduqués dans une stricte éducation calviniste. Ses enfants sont l'agronome et secrétaire général de la Banque de France Philippe Langlois-Berthelot ; le directeur de la Banque franco-chinoise pour le commerce et l'industrie, ingénieur et administrateur d'entreprises Marc Langlois-Berthelot ; le chercheur en électro-magnétique et directeur de la recherche de EDF, Richard Langlois-Berthelot ; l'ingénieur, administrateur et financier Samuel Langlois-Berthelot et Jean-Daniel Langlois-Berthelot (directeur chez Peugeot).

## Publications
- 1887 : Le Règne de Philippe III le Hardi, Paris, Hachette, un vol. in-8o, XV-466 pp. lire en ligne sur gallica.bnf.fr
- 1891 : (avec Henri Stein) Les Archives de l’histoire de France, Paris, Alphonse Picard, un vol. in-8o, XVII-1000 p.

« Le Procès des Templiers », La revue des deux mondes, vol. 103,‎ janvier 1891, p. 382-421 (lire en ligne)
- 1898 : Introduction aux études historiques, en collaboration avec Charles Seignobos, texte disponible gratuitement dans la Bibliothèque idéale des sciences sociales et les Classiques des sciences sociales
- 1901/1904 : Manuel de bibliographie historique, texte disponible gratuitement sur gallica.bnf.fr
- 1901 : Saint Louis, Philippe le Bel, les derniers Capétiens directs (1226-1338), t. III, 2e partie, Paris, Librairie Hachette, coll. « Histoire de France depuis les origines jusqu'à la Révolution », 1901, 434 p. (lire en ligne)Réédition : Saint Louis, Philippe le Bel, les derniers Capétiens directs (1226-1338), Paris, Jules Tallandier, coll. « Collection Monumenta historiae » (no 2), 1978, 448 p. (ISBN 2-235-00497-0, lire en ligne).
- 1902, L'Inquisition, Paris, G. Bellais.
- 1902 : Questions d'histoire d'enseignement, Paris, Hachette.

Prix Sobrier-Arnould de l’Académie française en 1903
- 1903 : La société française du XIIIe siècle, Paris, Hachette.
- 1905 : Histoire de l'écriture en France, Melun, Impr. administrative.
- 1911 : La Connaissance de la nature et du monde au Moyen Âge, d’après quelques écrits français à l’usage des laïcs, texte disponible gratuitement sur gallica.bnf.fr
- 1917 : Registres perdus des archives de la Chambre des comptes de Paris, Paris, Impr. nationale.
- 1922 : Les Hôtels de Clisson, de Guise et de Rohan-Soubise au Marais, Paris, Jean Schemit, un vol. in 4°, VII+314 pp. Ill.
- 1927 : La Vie en France au Moyen Âge : de la fin du XIIe au milieu du XIVe siècle.
- 1949 : Notice sur la vie et les travaux de Charles-Victor Langlois (1863-1929) par A. Merlin, CRAI, Institut de France, p. 1394-409.

## Distinctions
- Commandeur de la Légion d'honneur (1927)

## Honneurs
Un espace vert du 4e arrondissement de Paris a reçu le nom de square Charles-Victor-Langlois. Le pressoir du jardin des plantes de Rouen est dédié à Charles-Victor Langlois.